# Општина Мироши (Арђеш)
Мироши (рум. Miroşi) општина је у Румунији у округу Арђеш.
Oпштина се налази на надморској висини од 162 m.